# Fundacja Równości
Fundacja Równości została powołana do życia w styczniu 2005 przez trzy najważniejsze polskie organizacje LGBT: Kampanię Przeciw Homofobii, Stowarzyszenie Lambda Warszawa oraz Międzynarodowe Stowarzyszenie Gejów i Lesbijek na Rzecz Kultury w Polsce (ILGCN-Polska).
Fundacja w latach 2005-2010 organizowała Parady Równości w Warszawie – podobnie jak czynią to fundacje działające w innych krajach Europy, stowarzyszone w ramach European Pride Organizator's Association (EPOA). Od 2006 Fundacja należy również do Międzynarodowego Stowarzyszenia Lesbijek i Gejów.
W grudniu 2005 Fundacja Równości zaskarżyła władze Warszawy, które tego samego roku  zakazały przeprowadzania Parady Równości, o naruszenie praw człowieka przed Europejskim Trybunałem Praw Człowieka w Strasburgu, który 3 maja 2007 przyznał jej rację. Fundacja od 2007 przyznawała nagrodę Hiacynt za zasługi dla tolerancji, równouprawnienia i walki z dyskryminacją. Fundacją Równości kieruje zarząd, którego obecnym prezesem jest Tomasz Bączkowski.